# 千葉貨物駅
千葉貨物駅（ちばかもつえき）は、千葉県千葉市中央区浜野町にある京葉臨海鉄道臨海本線の貨物駅である。

## 歴史
- 1963年（昭和38年）9月16日：村田駅（むらたえき）として開業。
- 1992年（平成4年）3月：カーリターダー導入。
- 1994年（平成6年）12月1日：コンテナ貨物の取扱を開始[1]。
- 1996年（平成8年）3月16日：千葉貨物ターミナル駅休止に伴い、同駅の業務を移管。それにあわせコンテナホーム拡大[2]。
- 1997年（平成9年）3月22日：千葉貨物駅に改称[3]。
- 2012年（平成24年）4月8日：京葉臨海鉄道設立50周年を記念して当駅を一般公開。
- 2021年（令和3年）6月30日：本日限り突放入換廃止。同時にカーリターダーが撤去され、国内から消滅した。

## 駅構造

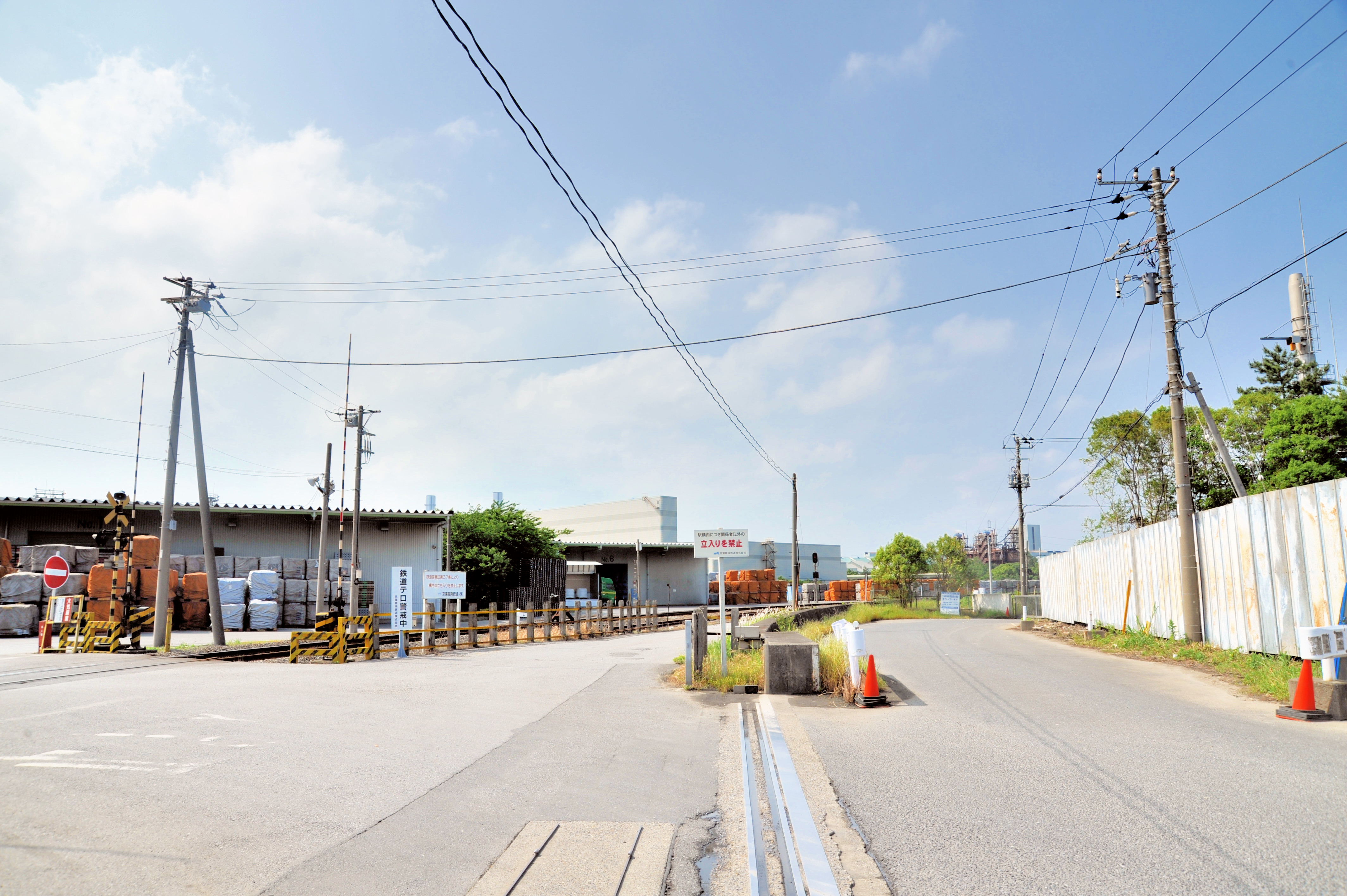
千葉貨物駅（画像奥）へ続く線路にある踏切より（2010年6月）

地上駅。1面2線のコンテナホーム、貨車・機関車の検修施設が設置されている。京葉臨海鉄道の主要駅で、京葉線へ向かう、あるいは臨海本線を当駅以南へ向かう列車の組成が行われるため構内は広い。
貨物駅や操車場で多く設置・使用されていたカーリターダーが国内で最後まで使用されており、近年まで貨車の突放入換を行っていた。
かつては、川崎製鉄千葉製鉄所（現・JFEスチール東日本製鉄所千葉地区）への専用線があり、石灰石などが到着していた。

## 取扱う貨物の種類
- 鉄道コンテナ貨物
  - 12ftコンテナ、20ft大型コンテナを取り扱っている。
- 車扱貨物
- 産業廃棄物・特別管理産業廃棄物の取扱許可を得ている。

## 駅周辺
- JFEスチール東日本製鉄所千葉地区
- 内房線浜野駅 - 当駅の一般公開の際、浜野駅が最寄り駅として案内されている。

## 隣の駅
京葉臨海鉄道
■臨海本線
- 蘇我駅 - 千葉貨物駅 - （市原分岐点） - 浜五井駅

■臨海本線（支線）
- 千葉貨物駅 - （市原分岐点） - 京葉市原駅